# Momix
Momix è una compagnia teatrale di ballerini-acrobati, creata e diretta dallo statunitense Moses Pendleton, il cui nome deriva da quello di un mangime per bovini. Oltre alle annuali apparizioni al Joyce Theatre di New York, la compagnia si esibisce regolarmente in tournée internazionali di grande successo.
Alcune coreografie di Pendleton, dal chiaro sapore New Age, fanno pensare a disparate simbologie sacre ma Pendleton chiarisce che la sua fonte di ispirazione è prima di tutto la Natura, “la Bibbia delle piante, degli animali, dei minerali". La sua ispirazione è legata infatti, come rivela il danzatore alla stampa, al suo giardino molto più che all'ambiente urbano.

## I Momix  e la luce
Le "illusioni" dei Momix sono create soprattutto attraverso la luce. Intervenendo su di essa i Momix riescono "a ingigantirsi o scomparire, fondersi o raddoppiarsi".
Altro punto fondamentale dei Momix è la messa in scena sorprendente grazie a geniali costumi,  macchine scenografiche spesso "indossate"  dagli stessi danzatori e un linguaggio del corpo sempre alla ricerca della bellezza e dell'espressività.